# Allan Hills A76001
Allan Hills A76001 (ALHA76001) — метеорит-хондрит масою 20151 грам, знайдений в районі Землі Вікторії у Антарктиді наприкінці 1976 — на початку 1977 року.